# На прага на сърцето
„На прага на сърцето“ е осмият студиен албум на легендарната българска рок група Щурците, издаден през 2008 г. Това е първият албум на групата с изцяло нов материал след Мускетарски марш от 1987 г., както и последният студиен албум на групата.

## Песни
Списък на песните в албума:
1. Самотният бегач
2. Кралят рок
3. Каменното цвете
4. Изпята песен
5. Деградация
6. Безкраен вятър
7. Лудият
8. Зоната на здрача
9. Въпроси
10. Мъртъв или жив
11. На прага на сърцето
12. Няма връщане назад

## Състав
- Кирил Маричков – бас, вокал, програмиране
- Петър Гюзелев – електрическа и акустична китара
- Валди Тотев – клавишни, вокал
- Георги Марков – ударни